# Короткіх Микола Іванович
Микола Іванович Короткіх (нар.28 листопада 1951, Донецьк) - український хімік, доктор хімічних наук, професор. лауреат Премії НАН України імені А. І. Кіпріанова, завідувач лабораторії стабільних карбенів Інституту органічної хімії Національної академії наук України.

## Біографія
Народився 28 листопада 1951 року в Донецьку. 1973 року закінчив Донецький державний університет і почав  працювати в Інституті фізико-органічної хімії і вуглехімії АН УРСР. 
1982 року здобув ступінь кандидата хімічних наук в Інституті фізико-органічної хімії і вуглехімії ім. Л. М. Литвиненка НАН України. 1998 року захистив дисертацію на здобуття наукового ступеню доктора хімічних наук. 
З 2000 по 2014 роки завідувач відділу хімії гетероциклічних сполук Інституту фізико-органічної хімії і вуглехімії ім. Л. М. Литвиненка НАН України.
2014 переїжджає у Київ, де був обраний на посаду завідувача лабораторії стабільних карбенів Інституту органічної хімії Національної академії наук України. Також є членом вченої ради Інституту фізико-органічної хімії і вуглехімії ім. Л. М. Литвиненка НАН України.

## Нагороди
2006 року, перемігши у конкурсі з роботою «Цикл наукових праць „Стабільні карбени та протокарбенові сполуки“» у співавторстві зі Швайка Олесєм Павловичем та разом з ним, став лауреатом премії НАН України імені А. І. Кіпріанова.

## Публікації
- Stable heteroaromatic carbenes of the benzimidazole and 1,2,4-triazole series / N. I. Korotkikh, O. P. Shvaika, G. F. Rayenko [et al.] // Arkivoc. – 2005. – Vol. 2005. – No 8. – P. 10-46.
- Korotkikh, Nikolai I.; Rayenko, Gennady F.; Shvaika, Oles P.; Pekhtereva, Tatyana M.; Cowley, Alan H.; Jones, Jamie N.; Macdonald, Charles L. B. (1 липня 2003). Synthesis of 1,2,4-Triazol-5-ylidenes and Their Interaction with Acetonitrile and Chalcogens. The Journal of Organic Chemistry. Т. 68, № 14. с. 5762—5765. doi:10.1021/jo034234n.
- Copper(I) halide complexes of the new 4,4′-bridged heteroaromatic biscarbenes of the 1,2,4-triazole series. Journal of Organometallic Chemistry (англ.). Т. 693, № 8-9. 15 квітня 2008. с. 1405—1411. doi:10.1016/j.jorganchem.2007.07.056.

- Методи синтезу органічних речовин: підруч. / О. Швайка, М. Короткіх. – Вінниця: ДонНУ, 2017. – 296 с.
- Korotkikh N., Shvaika O. Organic reactions catalysis by carbenes and metal carbene complexes. LAP Lambert Academic Publishing, 2015. – 392 p.